# فلسفة الألم
الألم في الفلسفة
فلسفة الألم قد تكون عن المعاناة بشكل عام أو تكون بشكل أكثر تحديداً عن ألم الجسد.
تجربة الألم، نتيجة لكونها عالمية، هي بوابة جيدة جداً لتظهر جوانب مختلفة من حياة البشر.
تُعنى مناقشات في فلسفة العقل بتجارب فردية واعية أثارت مجموعة من المعارف تدعى فلسفة الألم  ، والتي هي عن الألم في المعنى الضيق عن ألم الجسد، والتي يجب تمييزها عن الأعمال الفلسفية المعنية بالألم في المعنى الواسع عن المعاناة.هذه المقالة تغطي كلا الموضوعين.

## نظرات تاريخية عن الألم
اثنين ممن عاصر القرنين الثامن عشر والتاسع عشر: جيرمي بنثام والماركيز دو ساد لديهما وجهات نظر مختلفة في هذه المسائل. بينثام يرى الألم واللذة كحدث موضوعي وحدد نفعه حسب هذا المبدأ.
في حين أن الماركيز دو ساد قدم وجهة نظر مختلفة تماماً وهي أن الألم في حد ذاته لديه أخلاق، وهذا يتبع الألم أو يفرض عليه. ربما كالمنفعة تماماً وكالمتعة وهذا -في الواقع- هو الغرض من الحالة - للتمتع برغبة إلحاق الألم انتقاماً، مثلاً عن طريق القانون (في عصره كان أشد العذاب هو انتشار الألم). في القرن التاسع عشر كان لابد من تعزيز رأي بنثام، وجهة نظر دو ساد (التي وجدت أنها مؤلمة) قمعت بشدة ذلك أنه _ كما تنبأ دو ساد _ أصبح كلذة في حد ذاته. وكثيراً ما يستشهد بالثقافة الفيكتورية كأفضل مثال على هذا النفاق.
كما أن مختلف فلاسفة القرن العشرين (أي جون جاميسون كارسويل سمارت وديفيد لويس كيلوغ وديفيد ماليت أرمسترونغ) قد علقوا على معنى الألم وماذا يمكن أن يخبرنا عن طبيعة التجارب البشرية. الألم أيضاً كان موضوع مختلف اطروحات الفلسفة الاجتماعية.
مثلاً ميشيل فوكو لاحظ أن النماذج الطبية الحيوية من الألم والتحول بعيداً عن العقوبات المسببة للألم؛ كانت جزءاً من ابتكار عصر التنوير العام لرجل.وأكد أن فكرة التعاطف على مستوى الأعراق كلها، قد تكونت، والتي فيها ألم العقوبة في حد ذاته ألم بالنسبة للمعاقب [بحاجة لمصدر] .

## الألم الفردي
غالباً تقبل كمبدأ بديهي ذلك أن الفرد لديه معرفة فطرية لوعي الإنسان ببساطة بحكم وجوده ضمن العالم الداخلي للعقل.
هذا التمييز الصارم بين العالم الداخلي والعالم الخارجي كان أكثر شعبية بفضل رينيه ديكارت عندما عزز مبدأه في الثنائية الديكارتية.
من مركزية الوعي الفردي تنطلق مشكلة أساسية من العقول الأخرى، في المناقشة التي غالباً يكون محورها الألم.

## الألم والمعنى
الفيلسوف فريدرخ نيتشه عانى نوبات طويلة من الألم والمرض في حياته، وكتب كثيراً عن معنى الألم من حيث صلته بمعنى الحياة بشكل عام.و بين مقولاته الشهيرة، يوجد البعض منها ما يتعلق بالألم تحديداً:
"هل سبق أن قلتم نعم للذة؟ أوه أصدقائي، بعدها قلتم نعم للألم أيضاً.
كل الأشياء مترابطة، متشابكة، في حب بعضها البعض "
«ما لا يقتلني يجعلني أقوى»

## الألم ونظريات العقل
استخدم مختلف الفلاسفة تجربة الألم لتحليل مختلف أنواع فلسفات العقل، مثل نظرية الثنائية، نظرية الهوية أو الوظيفية.
ديفيد لويس أعطى في مقالته «ألم الجنون وألم المريخي» أمثلة عن أنواع مختلفة من الألم لدعم إضافته الخاصة لـنظرية الوظائفية.وقد عرّف ألم الجنون بأنه ألم يحدث عند المجنون الذي فقد عقله بطريقة ما. (تُحتمل ملاحظة مبكرة تميز الألم العادي من ألم منشأه نفسي أو ألم انفصام الشخصية)وبطريقة مشابهة كالذي ندعوه عادة ألم لا يسبب له بكاء أو دخولاً في معاناة، لكن عوضاً عن ذلك، على سبيل المثال، يصبح كثير التركيز وجيداً في الرياضيات. الألم المريخي هو، بالنسبة له، الألم الذي يشغل نفس الوظيفة السببية مثل ألمنا، لكن لديه فهم فيزيائي مختلف تماماً (مثل المريخي يشعر بالألم بسبب نشاط النظام الهيدروليكي الداخلي المعقد بدلاً من، على سبيل المثال، إطلاق ألياف c).يزعم لويس أن كلا هاتين الظاهرتين هما ألم، ويجب أخذها بعين الاعتبار في أي نظرية منطقية عن العقل.

## قراءة إضافية
- Grahek، Nikola (2007). Feeling Pain and Being in Pain. ميت بريس. {{استشهاد بكتاب}}: الوسيط غير المعروف |الرقم المعياري= تم تجاهله يقترح استخدام |ردمك= (مساعدة)

## وصلات خارجية
- Pain (Stanford Encyclopedia of Philosophy)
- Bibliography—Philosophy of Pain
- Wittgenstein's Beetle - Philosophy Online